# Bálint Gyula István
Bálint Gyula István (Csíkkozmás, 1824. február 18. – Kolozsvár, 1894. november 21.) tábori lelkész, műfordító.

## Életútja
Gimnáziumi tanulmányait Csíksomlyón végezte, majd Kolozsváron tanult bölcsészetet. Belépett a ferences rendbe; a teológia elvégzése után 1849-ben pappá szentelték. 1850-től kezdett latinból, németből és olaszból fordítani. 1851-től különböző helyeken tábori lelkészként tevékenykedett. 1860 és 1864 között Bécsben állomásozott. Miután kilépett a rendből, a Szombathelyi egyházmegye papja lett. 1871-ben nyugdíjba vonult, ezt követően Kolozsváron az irodalomnak élt.

## Fordításai

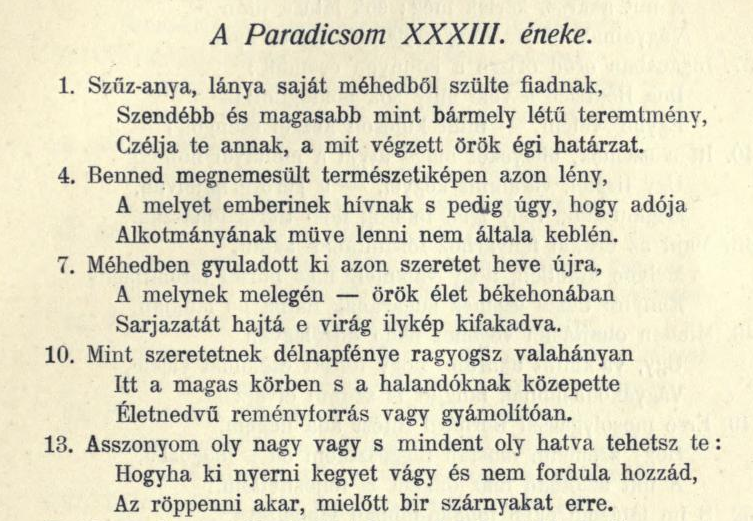
Részlet a Dante-fordításból

- A megszabadított Jeruzsálem. Torquato Tasso után. Bécs, 1863 (Arany János bírálata)
- Jadwiga. Költemény 11 énekben. Beck Károly után. Pest, 1864
- Vers-szemelvény. A régiek elmésen mulattató bölcs mondataiból. A latin eredeti nyomán. Gyulafehérvár, 1871
- Phaedrus aesopi meséi. Kolozsvár, 1876
- Dante: Isteni színjáték (a fordítás könyv alakban nem jelent meg, 8 éneket még életében, egyet halála után újságban közöltek) (Kaposi József bírálata)